# جانی مگ دو ناسیمنتو اوسوریو
جانی مگ دو ناسیمنتو اوسوریو (به پرتغالی: Johnny Meg do Nascimento Osório) هافبک اهل برزیل است که در شهر Lavras و در تاریخ ۶ اوت ۱۹۸۵ به دنیا آمده‌است.
جانی مگ دو ناسیمنتو اوسوریو در تیم‌های فوتبال Ituano سابقهٔ حضور دارد.